# Raban Heistermann
Raban Heistermann, auch Rhabanus Heistermann (* im 16. Jahrhundert in Nieheim; † 22. März 1668) war ein deutscher römisch-katholischer Geistlicher und  Gesandter zu den Verhandlungen, die 1648 zum Westfälischen Frieden geführt haben.

## Leben

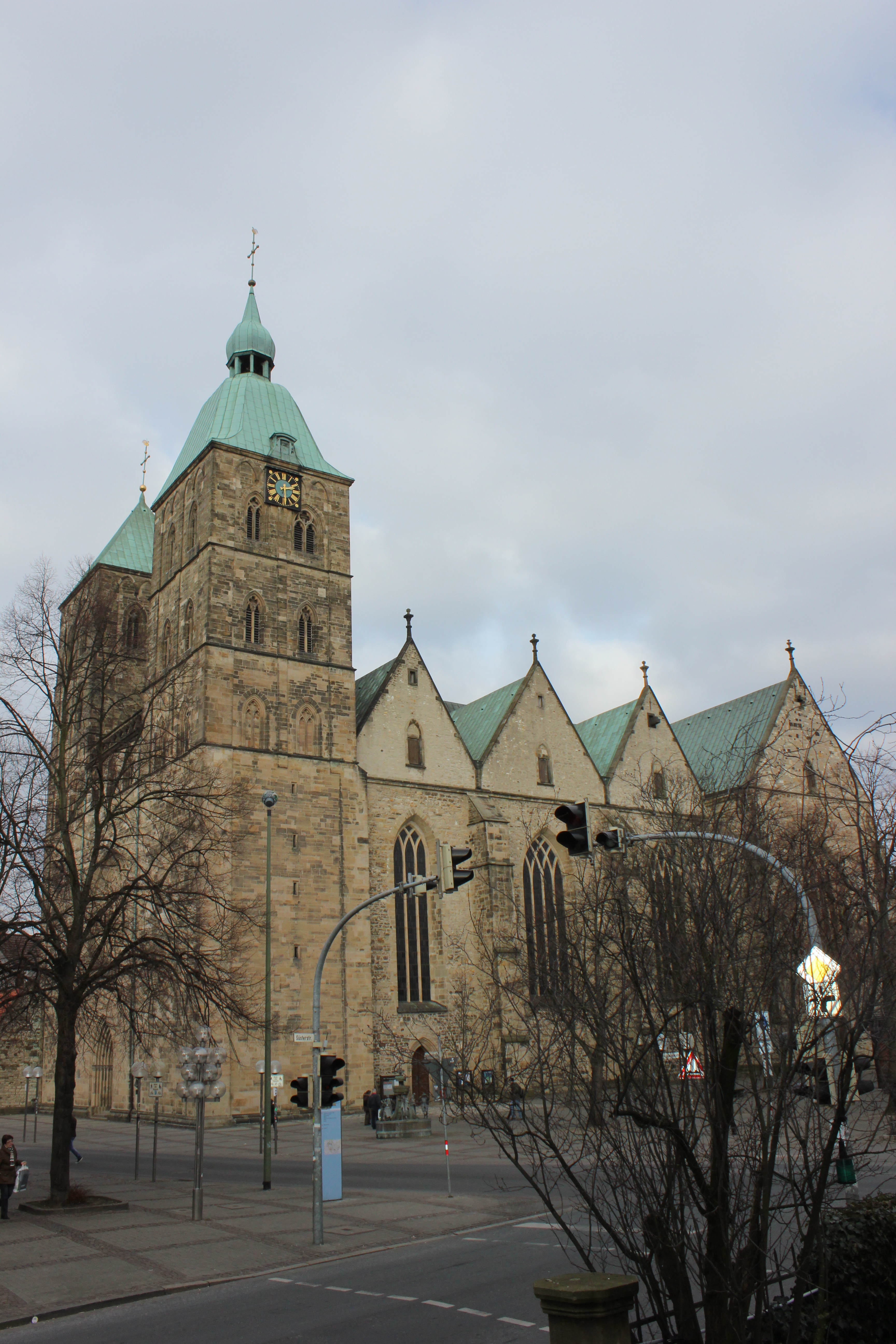
St. Johann Osnabrück

Raban Heistermann war ein Sohn des Juristen Hermann Heistermann. Er wuchs in Steinheim im Hochstift Paderborn auf. Am 7. Februar 1612 erlangte er durch päpstliches Präsentationsrecht eine Präbende im Domkapitel am Lübecker Dom. Damit war er einer der jeweils vier katholischen Domherren im seit der Reformation mehrheitlich lutherischen Domkapitel. Anfang der 1630er Jahre fertigte er eine umfangreiche Abschrift älterer Urkunden des Lübecker Domstifts an, das heute im Landesarchiv Schleswig-Holstein verwahrte Volumen Novum. Deseen besondere Bedeutung liegt darin, dass manche der mitgeteilten Nachrichten und namentlich Abschriften von Urkunden und anderen Aufzeichnungen heute nur noch darin und nicht mehr anderweitig überliefert sind.
1635 wurde er zusätzlich Stiftsdechant im Kollegiatstift St. Johann in Osnabrück, wo er zuvor schon ebenfalls Kanonikus gewesen war. Die bischöfliche Bestätigung der Wahl zum Dechanten erfolgte aufgrund der Kriegsereignisse des Dreißigjährigen Krieges erst 1640. Zugleich war er Archidiakon in Essen.
1641 wurde Heistermann als Quartiermeister der französischen Friedensgesandtschaft in Münster eingesetzt. In den Jahren 1644 bis 1647 war er in mehrfacher Weise an den Verhandlungen in Osnabrück beteiligt, die 1648 zum Westfälischen Frieden geführt haben. Er war dänischer Subdelegierter und wirkte, als nach dem Torstenssonkrieg und dem Verlust der Stifte Bremen und Verden die eigentliche dänische Delegation abgereist war, als Vermittler bei den Verhandlungen zwischen Schweden und der kaiserlichen Seite.
Heistermann residierte nach Ende des Krieges wechselweise in Osnabrück und Lübeck. In seiner Lübecker Domherrenkurie wurde regelmäßig katholische Messe gehalten. Als der Lübecker Rat im August 1664 nicht zum Haushalt gehörenden Personen den Zugang durch Soldaten verwehren ließ, verwahrte sich das gesamte Domkapitel gegen diesen Eingriff in seine Immunität. Heistermann und die anderen katholischen Domherren konnten durch notariell beglaubigte Aussagen nachweisen, dass die katholische Religionsausübung in ihren Kurien durch die Praxis im Normaljahr 1624 geschützt war.
Nach Heistermanns Tod ging seine Lübecker Präbende an Erdmann Julius Berckenthin. In seinem Testament vermachte er der Jesuitenmission in Lübeck 900 Taler. Sein gleichnamiger Neffe und Absolvent des Pontificium Collegium Germanicum et Hungaricum de Urbe Rhaban Heistermann wurde 1709 ebenfalls Stiftsdechant an St. Johann in Osnabrück. Dieser besaß auch in Lübeck eine Vikarie und Kommende an St. Petri.